# Новояушевский сельсовет
Новояушевский сельсовет — муниципальное образование в Мечетлинском районе Башкортостана.
Административный центр — деревня Новояушево.

## История
Согласно Закону о границах, статусе и административных центрах муниципальных образований в Республике Башкортостан имеет статус сельского поселения.

## Население
| 2002 | 2009 | 2010 | 2012 | 2013 | 2014 | 2015 |
| ---- | ---- | ---- | ---- | ---- | ---- | ---- |
| 861  | ↘856 | ↗911 | ↘894 | ↘863 | ↘843 | ↘819 |
| 2016 | 2017 | 2018 |      |      |      |      |
| ↘800 | ↘792 | ↘786 |      |      |      |      |

## Состав сельского поселения
| № | Населённый пункт | Тип населённого пункта          | Население |
| - | ---------------- | ------------------------------- | --------- |
| 1 | Новояушево       | деревня, административный центр | ↗550      |
| 2 | Старомещерово    | деревня                         | ↗361      |